# Odpowiedź odpornościowa
Odpowiedź odpornościowa, odpowiedź immunologiczna, reakcja odpornościowa lub immunologiczna – całokształt zmian, jakie zachodzą w organizmie pod wpływem kontaktu z antygenem. Każda odpowiedź odpornościowa składa się z:
- fazy indukcji, podczas której dochodzi do rozpoznania antygenu i jego prezentacji limfocytom; na tym etapie działają już czynniki nieswoiste;
- fazy efektorowej, podczas której czynniki nieswoiste działają nadal, ale jednocześnie zaczynają działać limfocyty, które w zasadzie przejmują kontrolę nad całą reakcją odpornościową.

Ze względu na mechanizmy, można wyróżnić:
- odpowiedź humoralną,
- odpowiedź komórkową.

Ze względu na swoistość:
- odpowiedź nieswoistą (wrodzoną),
- odpowiedź swoistą (nabytą).

Ze względu na szybkość reakcji i długość trwania:
- odpowiedź pierwotną,
- odpowiedź wtórną.